# Boasjö (Hinneryds socken, Småland)
Boasjö är en sjö i Ljungby kommun och Markaryds kommun i Småland och ingår i Lagans huvudavrinningsområde. Sjön har en area på 0,0938 kvadratkilometer och ligger 156 meter över havet.

## Delavrinningsområde
Boasjö ingår i det delavrinningsområde (627863-135761) som SMHI kallar för Ovan Örsbäcken. Medelhöjden är 166 meter över havet och ytan är 45,94 kvadratkilometer. Det finns inga avrinningsområden uppströms utan avrinningsområdet är högsta punkten. Vänneån som avvattnar avrinningsområdet har biflödesordning 2, vilket innebär att vattnet flödar genom totalt 2 vattendrag innan det når havet efter 50 kilometer. Avrinningsområdet består mestadels av skog (39 procent) och sankmarker (42 procent). Avrinningsområdet har 1,22 kvadratkilometer vattenytor vilket ger det en sjöprocent på 2,6 procent.